# Tantoti
Tantoti fou un estat tributari protegit, del tipus istimrari, feudatari de Jodhpur, al districte d'Ajmer. Era format per tres pobles amb uns ingressos de 1.500 lliures.

## Llista de thakurs
- Thakur Narsingh das, fill de thakur akhay raj de deolia.
- Thakur daulat singh (fill).
- Thakur sher singh (fill).
- Thakur gulab singh (fill).
- Thakur mukund singh (fill).
- Thakur mangal singh (nebot).
- Thakur bhabhut singh (fill).
- rao bahadur thakur sahib jaswant singh (fill), primera part del segle xx.
- Thakur jiwan singh (fill).